# Fred Kingsbury
Frederick John "Fred" Kingsbury IV (20. maj 1927 - 7. oktober 2011) var en amerikansk roer fra Fredericksburg, Virginia.
Kingsbury vandt, sammen med Stu Griffing, Greg Gates og Robert Perew, bronze i firer uden styrmand ved OL 1948 i London. Den amerikanske båd sikrede sig bronzen i en finale, hvor Italien vandt guld mens Danmark fik sølvmedaljerne. Hele bådens besætning var studerende på Yale-universitet da de vandt medaljen. Det var det eneste OL, Kingsbury deltog i.

## OL-medaljer
- 1948:  Bronze i firer uden styrmand